# Anastrangalia sanguinea
Anastrangalia sanguinea là một loài bọ cánh cứng trong họ Cerambycidae.